# ديزلو (عليا أردستان)
دیزلو (بالفارسية: دیزلو) هي قرية تقع في إيران في قسم علیا الريفي. يقدر عدد سكانها بـ 92 نسمة بحسب إحصاء 2016.